# Czerewacha
Czerewacha (ukr. Череваха) – wieś na Ukrainie, w obwodzie wołyńskim, w rejonie kamieńskim (do 2020 w rejonie maniewickim).
W pobliżu znajduje się przystanek kolejowy 397 km, położony na linii Sarny – Kowel.